# Barabás (keresztnév)
A Barabás arámi eredetű férfinév, jelentése: Abbasz fia, az atya fia.

## Képzett nevek
- Borbás:[1] a név régi magyar alakváltozata[3]
- Baracs:[1] feltehetően a Barabás kicsinyítőképzős alakja, de van olyan feltevés is, hogy az ótörök bar- szótő származéka. Ennek jelentése: megy, jár.[2]

## Gyakorisága
Az 1990-es években szórványosan fordultak elő, a 2000-es években nem szerepelnek a 100 leggyakoribb férfinév között.

## Névnapok
- Barabás: június 11.[2]
- Borbás: február 19.[3]
- Baracs: március 29.[2]